# 883 هـ
883 هـ هي سنة في التقويم الهجري امتدت مقابلةً في التقويم الميلادي بين سنتي 1478 و1479.

## وفيات
- أبو بكر الجراعي